# Paris Volley
Paris Volley ist ein französischer Volleyball-Verein, der in der ersten französischen Liga und in der Champions League spielt.

## Team
Der Kader der Saison 2006/07 bestand aus 14 Spielern. Trainer ist der Brasilianer Mauricio Motta Paes. Der Co-Trainer heißt Dorian Rougeyron.
| Kader - Saison 2006/07 | Kader - Saison 2006/07 | Kader - Saison 2006/07 | Kader - Saison 2006/07 | Kader - Saison 2006/07 | Kader - Saison 2006/07 | Kader - Saison 2006/07 |
| Name                   | Vorname                | Nr.                    | Nation                 | Größe                  | Geburtsdatum           | Position               |
| ---------------------- | ---------------------- | ---------------------- | ---------------------- | ---------------------- | ---------------------- | ---------------------- |
| Aranha                 | Thiago                 | 1                      | BRA                    | 1,95 m                 | 25. September 1981     | A, AA                  |
| Aubrun                 | Nicolas                | 11                     | FRA                    | 1,95 m                 | 26. August 1988        | A, AA                  |
| Castard                | Ludovic                | 15                     | FRA                    | 1,95 m                 | 18. Januar 1983        | D                      |
| Chateau                | Bruno                  | 3                      | FRA                    | 1,92 m                 | 26. Februar 1978       | A, AA                  |
| Esseddyq               | Hicham                 | 16                     | MAR                    | 2,06 m                 | 26. Mai 1985           | A, AA                  |
| Garcia                 | Jose Manuel            | 12                     | SPA                    | 1,72 m                 | 5. November 1974       | L                      |
| Lepetit                | Amaury                 | 4                      | FRA                    | 2,00 m                 | 19. Dezember 1986      | M                      |
| Maison                 | Alexandre              | 6                      | FRA                    | 1,87 m                 | 26. April 1984         | A, AA                  |
| Novak                  | Jiri                   | 10                     | CZE                    | 1,98 m                 | 19. November 1974      | A, AA                  |
| Peralta                | Pablo                  | 2                      | ARG                    | 2,06 m                 | 9. Dezember 1979       | M                      |
| Redwitz                | Rafael                 | 5                      | BRA                    | 1,90 m                 | 12. August 1980        | Z                      |
| Soutarson              | Julien                 | 13                     | FRA                    | 1,83 m                 | 27. Januar 1979        | Z                      |
| Vadeleux               | Romain                 | 9                      | FRA                    | 1,98 m                 | 12. Februar 1983       | M                      |
| van der Veen           | Denis                  | 7                      | NED                    | 2,03 m                 | 19. Februar 1982       | M                      |

Die Positionen: Annahme (A), Außenangriff (AA), Diagonal (D), Libero (L), Mittelblock (M), Universal (U) und Zuspieler (Z).

## Geschichte
Paris Volley entstand im Juli 1998 aus einer Fusion der beiden Vereine Paris Université Club und PSG-Asnières Volley. PSG spielte bereits in der ersten Liga, aber als sich der Fernsehsender Canal+ als Hauptsponsor zurückzog, musste man mit einem anderen Club zusammenarbeiten, um die Existenz zu sichern. Der neue Verein hat schon zahlreiche Titel gewonnen.

## Nationale Liga und Pokal
Zwei Jahre nach der Gründung wurde Paris Volley zum ersten Mal französischer Meister und verteidigte den Titel bis 2003. In der Saison 2005/06 gewann der Club erneut die Meisterschaft und holte außerdem zum zweiten Mal den Supercup. Im Pokalwettbewerb war der Verein aus der Hauptstadt sogar schon in der ersten Saison erfolgreich. In den nächsten beiden Jahren und 2004 holte er erneut den Cup.

## Europapokal
Der Gesamtsieger von 2001 spielt in der Saison 2006/07 wieder in der Champions League. Die Franzosen treffen in Gruppe B auf die Top 3 der letzten Saison, Sisley Treviso (Italien), Iraklis Thessaloniki (Griechenland) und VK Dynamo Moskau (Russland), sowie Noliko Maaseik (Belgien) und Ortec Rotterdam (Niederlande). Jede Mannschaft bestreitet je fünf Heim- und fünf Auswärtsspiele.